# Stacja końcowa – Wiedeń
Stacja końcowa – Wiedeń (ang. Last Stop Vienna) – powieść sensacyjna Andrew Nagorskiego, opowiadająca o pierwszych latach ruchu nazistowskiego w Niemczech, wydana w 2003 r. przez wydawnictwo Simon & Schuster w Stanach Zjednoczonych i w tym samym roku w Polsce przekładzie Anny Skucińskiej przez wydawnictwo „Znak”.

## Geneza
Związany z magazynem Newsweek amerykański dziennikarz Andrew Nagorski w latach 1996–1999 pracował jako szef berlińskiego biura magazynu, przez co zainteresował się również historią Niemiec. Zaowocowało to później szeregiem książek poświęconych historii III Rzeszy i II wojny światowej (m.in. wydane w przekładzie polskim Łowcy nazistów, Hitlerland – jak naziści zdobywali władzę i inne). W 2003 r. wydał również związaną z tą tematyką powieść Stacja końcową – Wiedeń, która była jego debiutem w dziedzinie fikcji..

## Treść
Stacja końcowa – Wiedeń stanowi połączenie fikcji, powieści opartej ma faktach i historii alternatywnej. Główny bohater, młody Niemiec Karl Naumann, po stracie ojca i brata, którzy zginęli w I wojnie światowej, nawiązuje kontakt z grupą prawicowej młodzieży i oddziałami Freikorpsu w powojennym Berlinie. Jego mentor Otto Strasser wysyła go do Monachium, gdzie ma nawiązać kontakt z rodzącym się ruchem narodowosocjalistycznym i jego przywódcą Adolfem Hitlerem. W Bawarii Karl Naumann zbliża się do struktur SA i Hitlerjugend, poznaje też prominentnych działaczy nazistowskich. Jednym z nich jest Gregor Strasser, brata Ottona, który aktywnie i bez zastrzeżeń angażuje się po stronie NSDAP, podczas gdy Otto odnosi się bardziej krytycznie do Hitlera i pragnie zachować niezależność.
Oprócz wątków politycznych powieść zawiera też wątki uczuciowe – opis procesu dojrzewania bohatera i jego relacji z kobietami. Na tym tle pojawia się też postać Geli Raubal, siostrzenicy Hitlera, i jej złożonego i tragicznego w skutkach związku z Hitlerem.